# Желтура (река)
Желтура́ (монг. Зэлтэрийн гол, бур. Зэлтэр гол) — река в Бурятии (Россия) и Монголии, правый приток Джиды. Длина реки составляет 202 км, из них около 17—18 км приходятся на территорию России. Площадь водосборного бассейна — 5320 км².
Берёт начало в Монголии и течёт в северо-восточном направлении. Питание реки преимущественно грунтовое и дождевое, незначительно снеговое. Половодье наблюдается в летний период, во время дождей.
В устье реки находятся сёла Джидинского района Бурятии Желтура и Тэнгэрэк. Воды реки используется местными жителями как источник питьевой воды, а также для орошения сенокосных угодий, кормления скота и рыболовства.